# Michel Gbezera-Bria
Michel Gbezera-Bria (* 1946 in Bossangoa) war von 1997 bis 1999 Premierminister der Zentralafrikanischen Republik.

## Politische Laufbahn
Gbezera-Bria gehört zur Volksgruppe der Baya. Er war ursprünglich Jurist und wurde später Diplomat. Er vertrat sein Land während der 1960er und 1970er unter David Dacko und Jean-Bédel Bokassa als Botschafter in verschiedenen Staaten. Von 1988 bis 1990 sowie vom 6. Juni 1996 bis zum 18. Februar 1997 war er Außenminister. In den Jahren 1995 und 1996 war er Kabinettsdirektor des Präsidenten Ange-Félix Patassé und galt als dessen Vertrauter.
Am 30. Juni 1997 wurde er nach dem Rücktritt seines Vorgängers zum Premierminister ernannt. Nach Meutereien in der Armee hatte der Präsident eine „Regierung der nationalen Einheit“ zugesagt, um die Lage zu entspannen. In der Regierung des parteilosen Gbezera-Bria waren 11 der 26 Minister Politiker der bisherigen Opposition. Am 1. Februar 1999 schied er aus dem Amt. Probleme seiner Amtszeit waren wiederum Meutereien von Einheiten der Armee wegen ausbleibender Bezahlung und leere öffentliche Kassen. Seit einer Regierungsumbildung im November 1999 gehörte als Staatsminister wieder dem Kabinett an.